# جزیره بنت
جزیره بنت (روسی: Остров Бе́ннетта، آوانگاری Ostrov Bennetta) یک جزیره در شمال استان یاقوتستان کشور روسیه است.